# فهرست گونه‌های می
در اینجا فهرست شراب‌ها ارائه شده است:
- می: شراب قرمز
- باده
- نبیذ: می‌خرما
- سیکی: می‌پرمایه و گیرا
- صهبا: می‌سفید
- مُل: لیکور، می‌معمولی را هم می‌گویند
- بگماز: گونه‌ای می
- عرق سگی: عرق گرفته شده از کشمش